# Chamaita trichopteroides
Chamaita trichopteroides är en fjärilsart som beskrevs av Walker 1862. Chamaita trichopteroides ingår i släktet Chamaita och familjen björnspinnare. Inga underarter finns listade i Catalogue of Life.